# The Airship Destroyer
The Airship Destroyer (originaltitel Der Luftkrieg Der Zukunft og også kaldet The Aerial Torpedo og i USA The Battle of the Clouds) er en britisk stum drama- og trick film fra 1909 af Walter R. Booth.

## Handling
En opfinder går tur med sin kæreste og frier til hende og beder hendes fader om tilladelse til giftemålet, men faderen afslår. 
En flåde af luftskibe angriber England og smider bomber mod en bil, en jernbane-signalpost og en by. En opfinder og hans assistent forbereder opsendelsen af et missil mod de angribende luftskibe. Et biplan forsøger at angribe luftskibene, men bliver selv skudt ned. En bombe lander i opfinderens kærestes hus, og opfinderen skynder sig til huset og redder hende, men faderen er omkommet. Han tager tilbage til sit værksted, hvor han med succes får afsendt sit propeldrevne missil, der skyder luftskibet ned. Filmen sluttet med, at parret omfavner hinanden. 

## Produktion
Walter R. Booth, der havde baggrund som tryllekunstner, var en af pionererne inden for special effects i film og animationsfilm.Luftskibene blev skabt ved en blanding af modeller og filmtrick.

## Udgivelse
Filmen blev oprindelig udgivet i 1909, men blev genudgivet i januar 1915 under 1. verdenskrig, hvor Storbritannien var udsat for bombeangreb fra tyske zeppelinere.

## Modtagelse
Moria Reviews har beskrevet filmen som interessant som en historisk kuriøsitet, men kunne ikke derudover anbefale filmen. Effekterne er primitive og ikke på niveau med den samtidige Georges Méliès', og historien er svag, eller ligefrem ikke-eksisterende. Anmeldelsen noterer, at Booth ofte var mere interesseret i special effects end i andre aspekter af filmskabelse.